# Polymixinia lidjangina
Polymixinia lidjangina là một loài bướm đêm trong họ Geometridae.